# 蒙坦维尔
蒙坦维尔（法語：Montainville，法語發音：[mɔ̃tɛ̃vil]）是法国伊夫林省的一个市镇，属于圣日耳曼昂莱区。

## 地理
蒙坦维尔（48°52'55"N, 1°51'40"E）面积4.79 平方千米，位于法国法蘭西島大區伊夫林省，该省份为法国北部内陆省份，北起瓦兹河谷省，西接厄尔省，西南接厄尔-卢瓦省，东南接埃松省，东临上塞纳省。
与蒙坦维尔接壤的市镇（或旧市镇、城区）包括：贝讷、昂德吕、马克、莫尔德河畔马雷伊、莫勒。

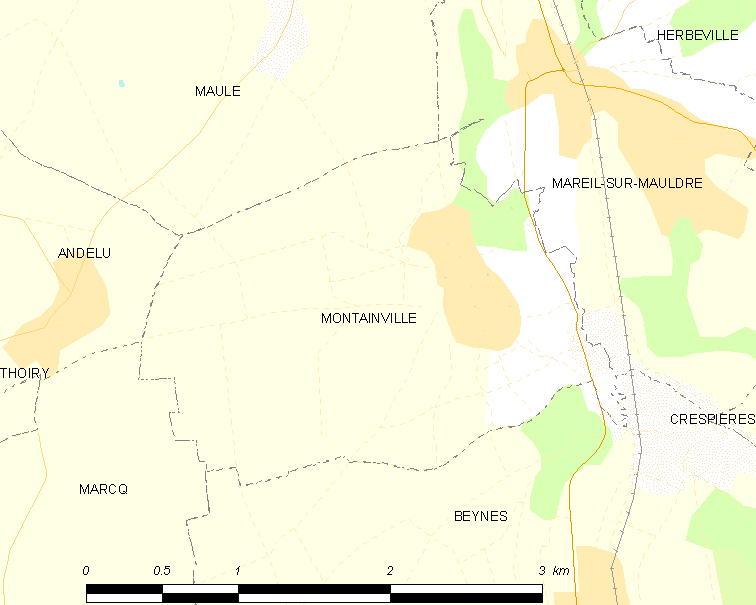
蒙坦维尔的OSM定位图

蒙坦维尔的时区为UTC+01:00、UTC+02:00（夏令时）。

## 行政
蒙坦维尔的邮政编码为78124，INSEE市镇编码为78415。

## 政治
蒙坦维尔所属的省级选区为欧贝让维尔县。

## 人口

1962-2008年间蒙坦维尔人口变化图示

蒙坦维尔于2022年1月1日时的人口数量为560人。